# 胜利之光 (电影)
《胜利之光》（英語：Friday Night Lights，又名周末午夜光明、周五狂热），是由美国导演彼得·柏格于2004所指导的一部体育故事片。影片讲述的是德克萨斯州的敖德萨小城里，一所高中美式足球队的教练和队员们一起为联赛冠军拼搏的故事。影片根据H.G. Bissinger所著书籍Friday Night Lights: A Town, a Team, and a Dream改编。该影片在《娱乐周刊》最佳高中电影中排名第37位。其同名电视剧于2006年10月3日在全国广播公司首播。